# Anomalurus derbianus
Anomalure de Derby, Anomalure volant de Derby, Écureuil volant de Derby
Espèce
Statut de conservation UICN

 LC  : Préoccupation mineure
Statut CITES
Anomalurus derbianus est une espèce d'anomalures, des rongeurs de la famille des Anomaluridae. C'est un mammifère arboricole d'Afrique subsaharienne qui fait partie des écureuils volants (enfin pas vraiment car ce n'est pas un écureuil à proprement parler, ceux-ci faisant partie de la famille des Sciuridae). En français l'espèce s'appelle Anomalure de Derby,, Anomalure volant de Derby, Écureuil volant de Derby, Anomalure de Fraser ou Anomalure à nuque rousse[réf. nécessaire].

## Description et identification
L’anomalure de Derby mesure entre 45 et 70 cm de long, dont une queue entre 20 et 30 cm. Il ‘pèse’ entre ½ et un kg environ. Son long poil est gris ou brun irrégulier, avec l'extrémité très soyeuse et argentée[réf. souhaitée]. Les patagiums sont de la même couleur, sauf au niveau des coudes où il y a des zones plus foncées. La tête est aussi parfois un peu plus foncée. La queue est plus foncée, notamment sur sa face inférieure où elle peut être presque noire. La face ventrale de l’animal est relativement claire par rapport au reste du corps. Il est spécialisé dans certaines écorces et exsudats des blessures de l'écorce. Son alimentation peut aussi se composer de fleurs, de fruits et de bourgeons tendres.

## Répartition et habitat
L'espèce vit depuis la Guinée / Sierra Leone, jusqu'en Afrique orientale, vers le Kenya, la Tanzanie, voire le Mozambique. Elle est ainsi présente, entre autres, au Libéria, en Côte-d'Ivoire, au Ghana, dans le bassin Congo-gabonais, et en Afrique centrale. C'est sûrement l'anomalure ayant la plus vaste répartition sur le continent.

Cet anomalure vit en forêt tropicale pluvieuse dense à très dense, où la canopée est un minimum développée. Il est également présent en forêts un peu plus claires, parfois sèches mais y est généralement moins abondant.

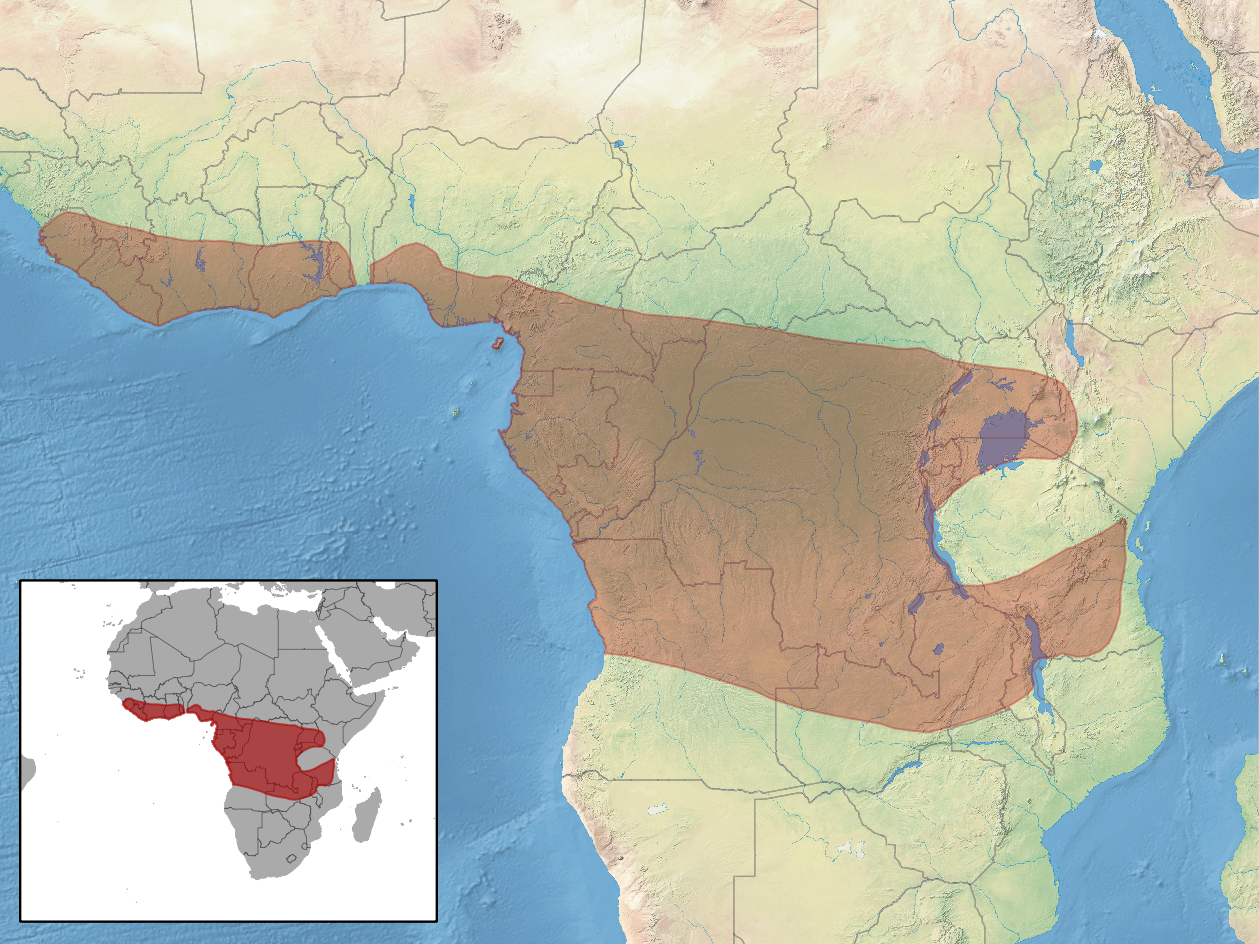
Répartition de l'espèce.